# Kris Statlander
Kristen Kris Statlander, född 7 augusti 1995 i Islip i New York är en amerikansk fribrottare som har brottats med All Elite Wrestling sedan de skrev kontrakt i december 2019.
Innan Statlander började med fribrottning så var hon stuntkvinna till yrket. Hon började träna fribrottning i november 2016.
Efter några bra månader i början av sin karriär i All Elite Wrestling där hon fick synas mycket, vinna matcher och fick beröm från kritiker ådrog Statlander sig en ganska allvarlig korsbandsskada i juni 2020, vid filmandet av All Elite Wrestling's veckoliga evenemang Dynamite. Hon behövde opereras.
Den 31 mars 2021 – nio månader efter knäskadan – återvände Statlander till All Elite Wrestling där hon nu återigen brottas regelbundet.